# Az Összecsuklók (Sanctuary – Génrejtek)
Az Összecsuklók (Folding Man) a Sanctuary – Génrejtek című kanadai sci-fi-fantasy televíziós sorozat első évadjának negyedik epizódja.

## Ismertető
|  | Alább a cselekmény részletei következnek! |

Az éjszaka közepén két férfi egy zálogfiókot rabol ki, elveszik az aranyat, majd lelövik a tulajdonost. A rendőrség közeledik, a rablók menekülni kezdenek. Egyikük egy kis pincébe mászik be a rendőrök elől, ahonnan látszólag nincs kiút...
Dr. Helen Magnus és társai a biztonsági kamera felvételeit elemzi, mert a menekülő rabló a rendőri jelentés szerint egyszerűen eltűnt. Helen, Ashley és Will is a helyszínre megy. Az egyetlen lehetőség egy nagyon szűk csatornanyílás, melynek mélyén a vizsgálatok során megtalálják egy férfi, Malcolm Dawkins ujjlenyomatát. Dr. Magnus az Összecsuklókra gyanakszik, akik egy városi legenda szerint össze tudják nyomni a csontvázukat és így beférnek mindenhova. Willnek korábbi rendőrségi munkája során is volt ehhez az esethez hasonló megoldatlanul maradt ügye. Akkor, Austinban szintén egy rablás helyszínéről egyetlen kiút csak egy húsz centi széles szellőzőjárat volt, és a megtámadott bankból csak az arany tűnt el, semmi más. A pincében talált DNS minta alapján a csapat egy férfi keresésére indul, aki vélhetően az apja az egyik austini rablónak. Az idős Oliver Braithwaite és fia, Aaron is az Összecsuklók közé tartozik, a fiú egy ideje eltűnt. Beállt a Nomádnak nevezett Összecsukló csapatába, aki azonban kihasználja fajának képességeit. Rászoktatja őket egy drogra, és velük raboltatja ki az ékszerüzleteket.
Ashley egy repülő abnormális informátoruktól, Jonestól vár segítséget. Mr. Jones irányítja a város kábítószer kereskedelmét, így közös ellenségük a Nomád, aki Jones hatalmára vágyik. A kapott információk alapján megtalálják Malcolmot, aki a zálogfiók rablásában vett részt. A vizsgálatok kiderítik, hogy Malcolm is a TPA nevű aranyból készült drognak a függője, ez tompítja az összecsuklással járó fájdalmat. Will rábírja Malcolmot, hogy segítsen elkapni a Nomádot. A férfi arról is beszámol, hogy Oliver fiát, Aaront a Nomád megölte, mert gyengítette szervezetét, végül azt is elárulja, hogy találják meg a csoportot. A raktárépületben Willre fegyvert fognak, és kiderül, hogy Malcolm maga a Nomád, és sikerült átvernie a pszichiátert. Will elmondja az Összecsuklóknak, hogy a Nomád ölte meg Aaront, és rájuk ez várhat, ekkor lövöldözés tör ki. Dr. Magnus közbelépése vet véget a helyzetnek, miközben a Nomád meghal. Willt nagyon kiborítja, hogy félrevezették, holott ez a foglalkozása.

## Fogadtatás
A Firefox News azt írta az epizódról, hogy nagyszerű pillanatokat láthattunk Helen és Ashley között. Egy másik kritika szerint ez a kitöltő epizód kicsit korai volt az évad elején, inkább a közepére kellett volna tenni. Az IGN szerint nagyon jó volt az epizódban a Willre helyezett hangsúly, illetve az, hogy kiderül, ő sem tökéletes és tévedhetetlen. A cikk írója negatívan értékelte azt, hogy Helen Magnus viktoriánus angol akcentusa hol van, hol nincs, holott ez fontos jellemzője a szereplőnek. Emellett Mr. Jones érdekes karakteréből is sok mindent lehetett volna kihozni még, ha nem hal meg olyan hirtelen, ahogy feltűnt. Az IGN értékelésében az epizód 10-ből 9.1 pontot kapott.